# Казах халык адебиети
«Казах халык адебиети» (каз. Қазақ халық әдебиеті, «Казахская народная литература») — многотомное собрание, опубликованное в 1986—1996 годы. 

## Героические эпосы
Первые 6 тт. «Казах халык адебиети» были посвящены героическим эпосам о батырах казахского народа. В 1-й том вошел эпос «Кобыланды батыр» (1986), во 2-й том — три варианта эпоса «Алпамыс батыр»(1986), в 3-й том — эпосы «Камбар батыр», «Ер Кокше», «Ер-Косай», «Карабек-батыр» и «Богенбай батыр», а также два варианта эпоса «Ер Таргын» (1987). В 4-м т. опубликованы семь вариантов эпоса «Кероглы» (1989). В 5-й и 6-й гг. (1989) вошел эпос «Сорок батыров Крыма», который был записан в 1942 году с уст Мурын жырау.

## Сказки
В 4-томник многотомного собрания вошли казахские народные сказки: в 1-й т. — сказки о животных (1988), во 2-й и 3-й тт. — волшебные сказки (1988), в 4-й т. — сказки о батырах.

## Айтысы
2-томник «Казах халык адебиети» посвящен айтысам: 1-й том — айтысам о традициях и обычаях народа, кайым-айтысам и айтыс-прениям, 2-й том — состязаниям девушек и жигитов, айтысам акынов Жанака, Тубека, Орынбая, Шоже, Акан сери, Тезекбая, Кулмамбета, Суюнбая, Бактыбая, Кулыншака, Кемпирбая и других.

## Казахский фольклор
Два тома посвящены поэмам казахского фольклора: в 1-й т, (1990) вошли поэмы «Болат — Жанат», «Кулканыс — Зеберше», «Женщина Гаяр», «Сын царя Абди-малик», «Каркабат» и «Асылбек и Гульжахан»; во 2-м т. (1990) — поэмы «Абугалисина, Абилхарис», «Атымтай Жомарт» и «Касым жомарт».
В двух томах даны пояснения, словари, приведены географические названия, имена людей, сведения о сказителях: Куаныше Баймагамбетове, Еримбете Колдыбекулы шайыре и Жусипбеке Шайхисламулы.
15-й т. многотомника был опубликован в 1995, 16-й и 17-й тт. — в 1996. В 15-й т. вошел исторический эпос об Абылай-хане, в 17-й т. — о Кенесары и Наурызбае. В 16-й т. вошли казахские народные пословицы и поговорки.

## Издатель
Сборник был подготовлен Институтом литературы и искусства им. М.Ауэзова.